# کاهونی (کلرادو)
کاهونی (به انگلیسی: Cahone) یک منطقهٔ مسکونی در ایالات متحده آمریکا است که در شهرستان دولورس، کلرادو واقع شده‌است. کاهونی ۲٬۰۳۶ متر بالاتر از سطح دریا واقع شده‌است.